# Coughlin
Coughlin és un cràter sobre la superfície del planeta nan Plutó, situat amb el sistema de coordenades planetocèntriques a 16.28 ° de latitud nord i 151.61 ° de longitud est. Fa un diàmetre de 45 km. El nom va ser fet oficial per la UAI el tres de gener del 2020 i fa referència a Thomas Boyd Coughlin, el primer cap de projecte de la sonda New Horizons (1941-2011).